# Juan Larrauri
Juan Larrauri fue un político peruano, ejerciendo de diputado entre 1849 y 1853. 
En los años 1830 fue maestro de gramática en el Colegio de Educandas del Cusco. Fue diputado de la República del Perú por la provincia de Abancay entre 1849 y 1853 durante el primer gobierno de Ramón Castilla y José Rufino Echenique.  